# Atari 1200 XL
Atari 1200 XL (1200 XL) је био кућни рачунар фирме Атари (Atari) који је почео да се производи у САД од 1982. године.
Користио је MOS 6502C као микропроцесор. RAM меморија рачунара је имала капацитет од 64 KB. 

## Детаљни подаци
Детаљнији подаци о рачунару 1200 XL су дати у табели испод.
|                       |                                                             |
| [ 1 ]                 |                                                             |
| Произвођач            | Атари                                                       |
| Тип                   | кућни рачунар                                               |
| Меморија              | 64                                                          |
| Поријекло             | Сједињене Америчке Државе                                   |
| Година                | 1982                                                        |
| Тастатура             | Тастатура са пуним помаком тастера + функцијски тастери     |
| Процесор              |                                                             |
| Фреквенција процесора | 1,79                                                        |
| RAM                   | 64                                                          |
| ROM                   | 16 (Бејсик је на кертриџу)                                  |
| Текст                 | пет текстуалних модова, највише: 40 x 24, најмање: 20 x 12  |
| Графика               | 12 графичких модова, највише: 320 x 192                     |
| Боја                  | 16 боја са 16 интензитета                                   |
| Звук                  | четири канала, 3.5 октава                                   |
| Димензије             | Главна јединица / монитор : 32,8 x 38,1 x 34,3 cm / 13,6 kg |
| Портови               |                                                             |
| Оперативни систем     | [[]]                                                        |